# Phragmatobia lurida
Phragmatobia lurida är en fjärilsart som beskrevs av Rothschild 1910. Phragmatobia lurida ingår i släktet Phragmatobia och familjen björnspinnare. Inga underarter finns listade i Catalogue of Life.